# Stefanie Hohenzollern-Sigmaringen
Stefanie Hohenzollern-Sigmaringen (Stephanie Josepha Friederike Wilhelmine Antonia; 15. červenec 1837 Krauchenwies – 17. červenec 1859 Lisabon) byla portugalská královna, manželka Petra V. Portugalského z dynastie Braganza-Sasko-Koburg-Gotha.

## Život
Stefanie byla nejstarší dcerou Karla Antonína Hohenzollernského a jeho manželky Josefíny Bádenské. Mimo jiné byla starší sestrou Karla I. Rumunského a tetou Alberta I. Belgického.
V prosinci roku 1857 se portugalský král Petr v Düsseldorfu zasnoubil a 18. května následujícího roku 1858 se (už osobně v Lisabonu) oženil s princeznou Stefanií. Oběma tehdy bylo téměř jednadvacet let. Už 17. července roku 1859 Stefanie zemřela na záškrt. Po její smrti, avšak dle jejího přání Petr založil v Lisabonu nemocnici doni Stefanie.
Petr se podruhé neoženil a zemřel už v roce 1861. Následníkem trůnu se tedy stal jeho mladší bratr Ludvík.